# Manfred Rath
Manfred Rath (* 15. November 1955; † 30. August 2023) war ein österreichischer Rechtsanwalt, Strafverteidiger, Immobilienentwickler und Fußballfunktionär.

## Leben & Wirken
Manfred Rath absolvierte nach seiner Schulausbildung von 1973 bis 1977 ein Studium der Rechts- und Staatswissenschaften an der Universität Graz. 1977 promovierte er zum Doktor der Rechts- und Staatswissenschaften und legte noch im selben Jahr die 1. Diplomprüfung der handeswissenschaftlichen Studienrichtung an der Hochschule für Welthandel in Wien ab. Vier Jahre später (1981) bestand der die Rechtsanwaltsprüfung mit ausgezeichnetem Erfolg und fungierte bereits ab 1982 als Verteidiger in Strafsachen, ehe er sich 1983 als Rechtsanwalt selbstständig machte. Als damals jüngster in Österreich zugelassener Anwalt trat er dabei in die Kanzlei seines Vaters, des Rechtsanwalts Willibald Rath, ein. 1996 erfolgte die Gründung der Kanzlei Rath & Partner, einer Regiegemeinschaft. Der Sitz der 1957 von Willibald Rath ins Leben gerufenen Kanzlei wurde anlässlich der Gründung der Regiegemeinschaft vom ursprünglichen Standort in der Hamerlinggasse 8 in das neu erworbene Bürogebäude in der Friedhofgasse 20 verlegt. Dort war die Kanzlei 22 Jahre lang auf drei Stockwerken und einer Bürofläche von rund 620 m² aktiv, ehe sie ihren Sitz im November 2018 ins neu entstandene Gebäude auf der Adresse Brauquartier 3/I/Top 7 verlegte. Durch Vertretungen und Erfolge in strafrechtlichen und Zivilverfahren erwarb sich die Kanzlei im Laufe der Jahre einen Namen.
Nebenbei arbeitete Rath auch als Immobilienentwickler und als solcher Gesellschafter bzw. Alleineigentümer des Freizeitzentrums Copacabana in Kalsdorf bei Graz, wo er in der Folge als Entwickler mehrerer Wohnbauprojekte auftrat und bis zu seinem Unfalltod auch seinen Wohnsitz hatte. Darüber hinaus war Rath, der in seiner Jugend unter anderem für den Grazer AK im Nachwuchsbereich Fußball gespielt hatte, als Förderer des Fußballsports in der Steiermark bekannt. Seit Jugendzeiten ein großer GAK-Anhänger wurde er im Laufe seines Lebens auch auf Funktionärsebene für den Klub tätig. Knapp 25 Jahre lang war er Funktionär beim Grazer AK und durchlebte als solcher das Auf und Ab des Vereins. Ab 1982 war Rath im Vorstand und danach im Direktorium unter Peter Tabor, mit dem er später auch beim SC Kalsdorf zusammenarbeiten sollte. Dabei fungierte er auch als Schriftführer und einer der Vizepräsidenten des Klubs und war auch lange Jahre beim Stammverein aktiv; unter anderem als einer der Obmannstellvertreter. Außerdem vertrat er den Verein jahrelang als Anwalt, was ebenfalls zu seiner Bekanntheit in der Öffentlichkeit beitrug. Nach dem Rücktritt von Stephan Sticher im Sommer 2007 übernahm Rath kurzzeitig das Präsidentenamt beim im Konkurs befindlichen Bundesligisten.
Nach seiner Zeit bei den Rotjacken übernahm Rath im Jahr 2000 die Obmannschaft beim SC Kalsdorf. Der ÖFB gibt aus seiner offiziellen Webpräsenz fälschlicherweise an, dass Rath erst ab 2010 Obmann bzw. Präsident des Klubs war. Gesichert ist, dass er zumindest seit dem Jahr 2010 Ehrenpräsident des Vereins aus dem Süden von Graz war. Unter seiner Amtszeit stiegen die Kalsdorfer von fünftklassigen Oberliga Mitte bis in die drittklassige Regionalliga Mitte auf. Zahlreiche weitere Erfolge feierte der Klub in diesen Jahren auch im ÖFB-Cup; unter anderem 2006/07, als der damalige Landesliga-Klub den Bundesligisten SK Sturm Graz in Runde 1 mit 1:0-bezwang und erst in der darauffolgenden Runde mit 1:3 gegen den LASK ausschied. Dies wurde unter anderem 2013/14 durch den Einzug ins Achtelfinale des ÖFB-Cups und einem Sechzehntelfinalsieg in Unterzahl über den amtierenden Meister und ÖFB-Cup-Finalisten des Vorjahres, den FK Austria Wien, übertroffen.
Am 14. September 2018 wurde Rath vom Steirischen Fußballverband für seine Verdienste um den steirischen Fußball mit der Ehrennadel in Gold ausgezeichnet. In verschiedenen Funktionen war Rath auch ehrenamtlich für die Gemeinde Kalsdorf tätig, wofür er unter anderem im Sommer 2022 geehrt wurde. 2021 war er einer der Juroren bei der vom Weekend Magazin initiierten Wahl zum „Steirer des Jahres“.
Rath war alleinvertretungsberechtigter Geschäftsführer der Copacabana Freizeitanlagen-Betriebsgesellschaft m.b.H., der Rath Vermögensverwaltung GmbH, der ELMA Immobilien GmbH und der MARA Marketing-Consulting und Projektentwicklung GmbH. Während er bei den restlichen drei Gesellschaften jeweils 100 % der Anteile hielt, hatte er bei der ELMA Immobilien GmbH 60 %. Die restlichen 40 % waren im Besitz seiner Geschäftspartnerin Elke Müller. 
Am Abend des 23. August 2023 stürzte Rath von der Terrasse eines Nachbarhauses über ein hüfthohes Baustellengitter, das aus unbekannten Gründen nachgab, rund drei Meter in die Tiefe und landete derart unglücklich auf einer darunter liegenden und in den See führenden Metallstiege, dass er eine Woche später seinen schweren Verletzungen erlag. Die Staatsanwaltschaft ermittelte in weiterer Folge wegen fahrlässiger Tötung.
Manfred Rath hinterließ eine Tochter, die nach ihrem Jurastudium von August 2016 bis September 2023 ebenfalls in der Kanzlei ihres Vaters und nebenbei an dessen anderen Projekten gearbeitet hatte. Nach seinem Tod wurden in Verlassenschaftsverfahren Liegenschaften Raths im Millionenwert veräußert.